# Constant Van Crombrugghe
Constant Guillaume Van Crombrugghe (Geraardsbergen, 14 oktober 1789 – Gent, 1 december 1865) was een Belgisch rooms-katholiek priester, stichter van kloostercongregaties en lid van het Nationaal Congres in 1830-1831.

## Levensloop
Van Crombrugghe was een zoon van de brouwer Ghislain-François Van Crombrugghe en van Cecile Spitaels, die tot een bankiersfamilie behoorde. Hij liep school:
- in 1802 als leerling in het pensionaat van Wilhours in Aat,
- in 1803 als leerling in het pensionaat De Wulf in Gent,
- in 1805-1807: als leerling in het Collège Saint-Acheul in Amiens, geleid door de Paters van het Geloof, een congregatie die in feite een dekmantel was om jezuïeten te groeperen, sinds de orde zelf opgeheven was,
- nadien nog als leerling in het college van Montdidier.

Hij volgde vervolgens een opleiding tot priester in verschillende seminaries:
- in 1810 kreeg hij de tonsuur en in 1811 de lagere wijdingen,
- mei 1811: wijding tot onderdiaken in Gent,
- december 1811: diakenwijding in Namen,
- september 1812: priesterwijding in Brussel.

Hij werd priester van het bisdom Gent en werd eerst korte tijd onderpastoor in Moeskroen, Kortrijk en Heusden. In 1814 werd hij directeur van het college in Aalst en bracht er de jezuïetenpedagogiek in, gebaseerd op de achttiende-eeuwse ultramontaanse traditie, zoals hij ze in Amiens had geleerd. In 1825 werd hij door de regering van Willem I, wegens zijn ultramontaanse sympathieën, als een gevaar beschouwd en zijn college werd gesloten. Van Crombrugghe zorgde ervoor dat het in 1831 weer geopend werd en werd overgedragen aan de herstelde jezuïetenorde, onder de naam van Sint-Jozefscollege.
Hij werd na 1825 redacteur van de antiregeringsgezinde bladen Le catholique des Pays-Bas en Le Constitutionnel des Flandres, waarin hij actie voerde voor de vrijheid van religie en van onderwijs. 
Van 1829 tot 1834 was hij secretaris van de Gentse bisschop Jan Frans Van De Velde. Hij werd ook lid van de bisschoppelijke raad en titulair kanunnik van de Sint-Baafskathedraal.

## Stichter van religieuze congregaties
Van Crombrugghe stichtte in 1817 de Zonen van de H. Jozef of jozefieten (Congregatio Josephitarum, CJ) in Geraardsbergen. Zijn voornaamste doel was de seculariserende invloed van het Franse bewind en het beleid van Willem I ongedaan te maken en de samenleving (opnieuw) te doordringen van katholiek geloof. In Geraardsbergen verstrekten de jozefieten onderwijs aan arme kinderen. De school en de congregatie werden niet erkend door de overheid en verschillende keren moest Van Crombrugghe zijn onderwijsinstelling sluiten.
Het klimaat veranderde na de Belgische onafhankelijkheid. In 1837 namen de jozefieten het College van Melle over. Van Crombrugghe had een Brugse schoonbroer, Dominique Van Wymelbeke (1794-1864), die getrouwd was met Charlotte Van Crombrugghe. In 1823 werd Van Wymelbeke directeur-eigenaar van een school en pensionaat in Melle, in opvolging van Joseph Dechamps († 1852), de vader van de redemptorist Victor Augustus Dechamps (1810-1883) die kardinaal-aartsbisschop van Mechelen zou worden en van Adolphe Dechamps (1807-1875) die eerste minister werd. In 1837 schonk hij de eigendom met de tegenwoordig nog bestaande school aan kanunnik van Crombrugghe en de paters jozefieten. 
De school richtte voornamelijk onderwijs (wetenschappen, handel, nijverheid) in voor kinderen uit welstellende families. 
In 1842 namen de jozefieten in Leuven het Heilige-Drievuldigheidscollege op de Oude Markt over, op vraag van kardinaal Engelbertus Sterckx. 
Van Crombrugghe spande zich in om zijn congregatie om te vormen tot een congregatie van pauselijk recht. Hij slaagde er niet in en pas in 1897 kwam de pauselijke erkenning.
Van Crombrugghe stichtte ook drie vrouwencongregaties. Meer bepaald lag hij in 1818 aan de basis van de congregatie van de Zusters van Maria en Jozef. Die splitste hij in 1834: de zusters in Geraardsbergen werden de Zusters van Maria en Jozef, de huizen van Aalst, Moeskroen en Bellegem werden de Dochters van Maria en Jozef. Deze laatste groep werd vier jaar later opnieuw gesplitst in de Zusters van de H. Jozef (met hoofdhuis in Brugge) en de Dochters van Maria en Jozef (met hoofdhuis in Mechelen). 
Die splitsingen dienden enerzijds om beter in te spelen op de verschillende onderwijsnoden van rijk en arm en anderzijds om de bisschoppelijke jurisdicties te eerbiedigen. Alleen de laatste congregatie kreeg in 1878 pauselijke erkenning, terwijl de andere diocesane congregaties bleven.

## Nationaal Congres
Van Crombrugghe werd door het arrondissement Aalst verkozen tot lid van het Nationaal Congres dat eind 1830 de Belgische Grondwet vastlegde. Hij was een van de negen priesters (in meerderheid uit het bisdom Gent) die in deze vergadering verkozen werden.
Hij stemde, bij de belangrijke stemmingen, in overwegende mate zoals de andere leden van de clerus.
- Voor de eeuwigdurende uitsluiting van de Nassaus.
- Bij de verkiezing van een regent: voor Félix de Merode en niet voor Erasme Surlet de Chokier.
- Bij de eerste verkiezing van een koning: voor de hertog August van Leuchtenberg en niet voor de hertog van Nemours.
- Bij de verkiezing van Leopold van Saksen Coburg: onthouding.

Zijn voornaamste aandacht ging naar de opname van de vrijheid van religie en onderwijs in de nieuwe grondwet. Eenmaal het werk van het Nationaal Congres volbracht, verliet Van Crombrugghe de actieve politiek.
In 1847 werd hij aangesteld tot groot-cantor van de Sint-Baafskathedraal in Gent en in 1863 werd hij aartsdiaken.

## Publicaties
- Manuel de la jeunesse Chrétienne, Aalst, 1821
- Art épistolaire à l'usage de la jeunesse, Aalst, 1825.
- Réfutation des observations sur les libertés de l'Eglise, Aalst, 1827.
- Nouveau Manuel de politesse à l'usage des jeunes, Doornik, 1867
- Guide Pédagogique, 1868.